# 岩佐まり
岩佐 まり（いわさ まり、1983年9月27日 - ）は、日本の女優、司会者、フリーアナウンサー、リポーター。大阪府出身。オフィスキイワード所属。かつては円谷プロダクション芸能部とオールウェーブ・アソシエツに所属していた。
身長157cm。体重40kg。血液型はB型。旧芸名は岩佐 真理子。

## 来歴
タレントを目指したのは、母親が芸能事が好きで、その母を喜ばせたいと思ったことからであり、また10歳年上のいとこが女優として大阪で舞台中心に活動していたことから、その影響で「私もあのようになりたい」と思ったということもあった。高校2年生の時に、芸能事務所のオーディションに合格。すぐにでも上京したいと思っていたが親に反対され、「せめて高校だけは卒業しなさい」と説得されて、デビューは高校卒業を待ってからということになった。
高校卒業後の2002年に舞台女優を目指し上京。円谷プロダクションに在籍していた当時は、3人組グループ『i-chips』で活動していた。2010年には『恋のから騒ぎ』に16期生として出演。
リポーターやキャスターの仕事が増えたのを機に、2011年にフリーアナウンサーの仕事に一本化。
2013年から母をシングル介護して同居している。母は2003年から物忘れの症状が始まり、2006年には軽度のアルツハイマー型認知症と診断された。その後、母の若年性アルツハイマーが要介護3にまでなり、父が介護を手放したため、娘のまりの元に引き取られた。2015年には、介護の体験談などをまとめた著書『若年性アルツハイマーの母と生きる』を出版した。
2023年3月6日、第一子を出産。

## 出演

### 映画
- PP兄弟（2002年）
- 手紙（2006年）

### テレビ
- テレビ東京 女と愛とミステリー
  - 「和泉教授夫妻シリーズ 3」（2003年）※「岩佐真理子」名義
- ウルトラシリーズ
  - ウルトラQ dark fantasy 第10話（2004年、テレビ東京）
  - ウルトラマンマックス 第14話（2005年、CBC） - 保育士 役
  - ウルトラマンメビウス 第4、29、32話（2006年、CBC） - チサト（保育士） 役
- 日本テレビ 恋のから騒ぎ（2010年） - 当番組の16期生として出演
- 千葉テレビ 第34回「柏まつり」（2011年） - リポーター
- TBS 情報7days ニュースキャスター 特集（2014年）
- TBS サンデー・ジャポン ドキュメント「母の認知症と闘う独身女性」（2015年）
- TBS NEWSな2人【介護＝不幸って思っていませんか？美人アナの認知症介護生活に密着】(2017年)
- フジテレビ 金曜プレミアム「キテレツ人生!なんでこうなった」（2017年）
- テレビ和歌山「6wakaイブニング（月）」（2021年-）

### ラジオ
- ウルトラQ倶楽部（2004年）
- ひだまりハウス（2015年）

### WEB
- JAME TV - 司会
- YOKOのブログ - リポーター
- 文京区 区民チャンネル - キャスター、リポーター
- 江戸川区役所 えどがわ区民ニュース
- 中小機構 ちょこっとゼミナール
- ニコニコ歌合戦 - 司会
- デイリーニュース - 水曜日キャスター

### 雑誌
- チャンプU
- 学研 デジキャパ!

## 著書
- 若年性アルツハイマーの母と生きる（2015年、KADOKAWA）

## 講演
- 認知症市民フォーラムinうき2015（2015年11月14日）　於 熊本県宇城市
演題『若年性アルツハイマーの母と生きる〜たとえボケても大好きな母〜』